# São José de Mipibu
São José de Mipibu, amtlich portugiesisch Município de São José de Mipibu, ist eine Gemeinde im brasilianischen Bundesstaat Rio Grande do Norte. Die Bevölkerungszahl wurde zum 1. Juli 2020 auf 44.236 Einwohner geschätzt, die auf einer Gemeindefläche von rund 290,3 km² leben und Mipibuenser (mipibuenses) genannt werden. Sie steht an 10. Stelle der 167 Munizips des Bundesstaates. Die Entfernung zur Hauptstadt Natal beträgt 31 km und sie ist Teil deren Metropolregion Natal.

## Geographie
Umliegende Gemeinden sind Macaíba, Parnamirim, Nísia Floresta, Arez, Brejinho, Monte Alegre und Vera Cruz.
Vorherrschende Biome sind Caatinga und Mata Atlântica.

### Klima
Die Gemeinde hat tropisches Klima, Aw nach der Klimaklassifikation nach Köppen und Geiger. Die Durchschnittstemperatur ist 25,6 °C. Die durchschnittliche Niederschlagsmenge liegt bei 1262 mm im Jahr. Im Südsommer fallen in São José de Mipibu deutlich mehr Niederschläge als im Südwinter.

## Söhne und Töchter der Stadt
- Heitor de Araújo Sales (* 1926), Erzbischof von Natal